# Gigasaran
Gigasaran és un petit estat tributari protegit del sud de Kathiawar, a la presidència de Bombai, format per un únic poble, amb 4 tributaris separats. La població el 1881 era de 632 habitants. Els ingressos estimats eren de 500 habitants.
El tribut d'aquest zamindari era pagat per Amreli a compte d'alguns poblets que estaven en poder d'aquest estat.